# Giovannetta di Sayn-Wittgenstein
Giovanetta di Sayn-Wittgenstein (15 febbraio 1561 – 13 aprile 1622) era una figlia del conte Ludovico I di Sayn-Wittgenstein e della sua prima moglie, Anna di Solms-Braunfels, che era prozia di Amalia, Principessa d'Orange.

## Matrimonio e figli
Giovannetta fu la terza moglie del Conte Giovanni VI di Nassau-Dillenburg, un figlio di Guglielmo il Ricco e Giuliana di Stolberg. Giovanni e Giovannetta si sposarono il 14 giugno 1586 ed ebbero i seguenti figli:
1. Giorgio Luigi, nato e morto nel 1588;
2. il principe Giovanni Ludovico di Nassau-Hadamar (6 agosto 1590 – 10 marzo 1653);
3. Giovannetta Elisabetta (13 febbraio 1593 – 13 settembre 1654), sposò il 16 dicembre 1616 il conte Corrado Gumprecht di Bentheim-Limburg;
4. Anna (24 novembre 1594 – 11 febbraio 1660), sposò il 19 giugno 1619 il conte Filippo Ernesto di Isenburg-Birstein;
5. Maddalena (13 novembre 1595 – 31 luglio 1633), sposò il 29 maggio 1624 il conte Giorgio Alberto I di Erbach-Schönberg;
6. Anna Amalia (19 luglio 1599 – 4 maggio 1667), sposò il 25 novembre 1648 il conte Guglielmo Ottone di Isenburg-Birstein;
7. Giuliana, nata e morta nel 1602.